# Ophiosema viettei
Ophiosema viettei är en fjärilsart som beskrevs av Emilio Berio 1955. Ophiosema viettei ingår i släktet Ophiosema och familjen trågspinnare. Inga underarter finns listade i Catalogue of Life.